# Kiosque Peynet

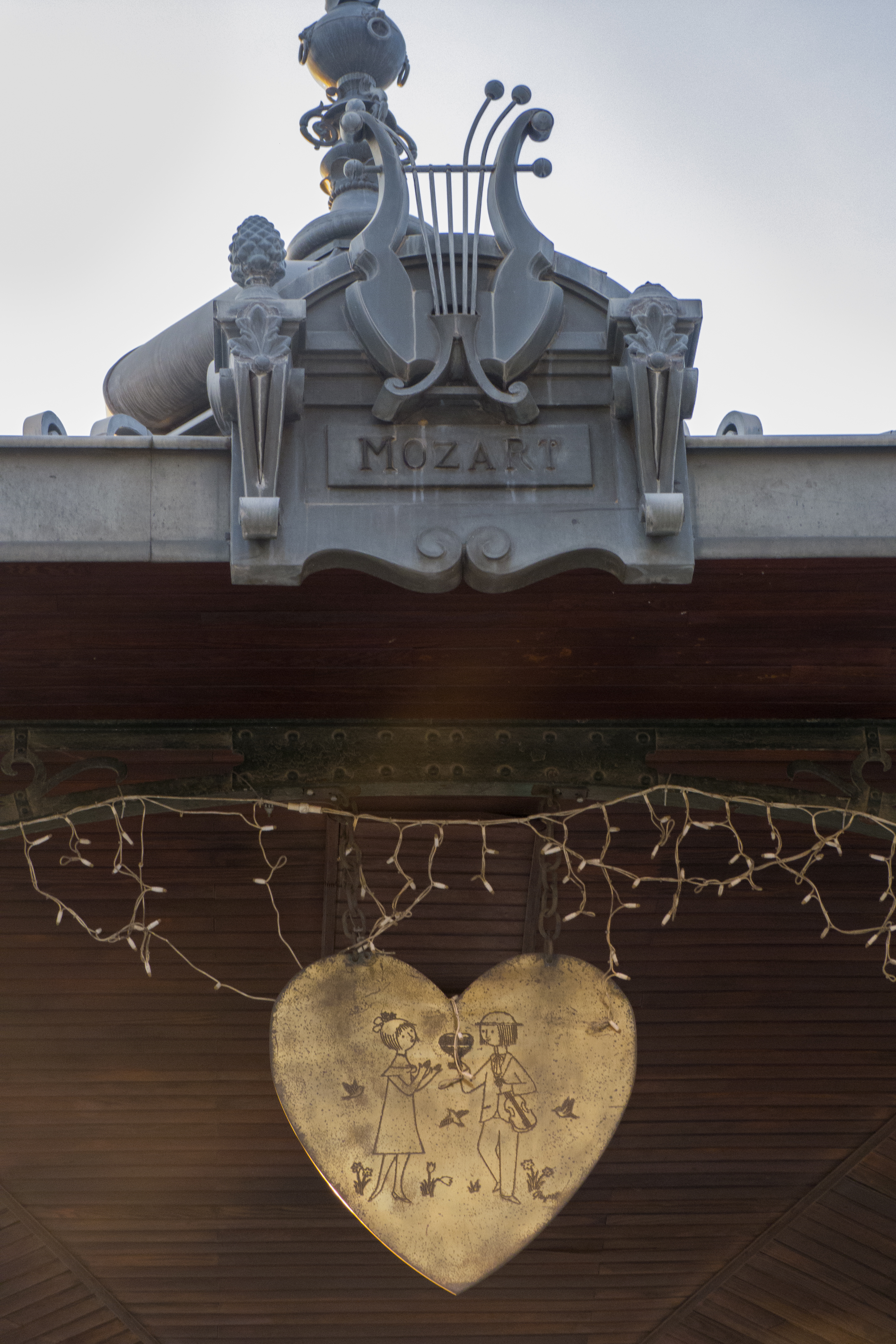
Dekoration med "De älskande" på Kiosque Peynet

Kiosque Peynet är en musikpaviljong från 1862 i staden Valence i departementet Drôme i Frankrike, som är namngiven efter Raymond Peynet.
Musikpaviljongen i Valence inspirerade tecknaren Raymond Peynet att 1942 skapa sitt par "De älskande". Paviljongen, som blev byggnadsminne 1982, ritades av arkitekten Eugène Poitoux (1859-1932). Den ligger vid Esplanade du Champ de Mars vid Place Aristide Briand, omedelbart öster om Parc Jouvet.
Raymond Peynet har berättat att han hade suttit på en bänk utanför paviljongen och ritade av den med en ensamspelande violinist och med en ensam kvinna som åhörare. Han döpte teckningen till "La Symphonie inachevée" ("Den oavslutade symfonin"). Chefredaktören Max Favalelli på tidskriften Ric et Rac döpte paret till "Les Amoureux de Peynet". Teckningar på temat blev populära i Frankrike under andra världskriget.
År 1966 fick musikpaviljongen namn efter Raymond Peynet. På 1970-talet planerade staden Valence att riva paviljongen, vilket ledde till protester. Den blev byggnadsminne 1982 och restaurerades då till sitt ursprungliga utseende. 